# Liste der denkmalgeschützten Objekte in Haugschlag
Die Liste der denkmalgeschützten Objekte in Haugschlag enthält die denkmalgeschützten, unbeweglichen Objekte der Gemeinde Haugschlag.

## Denkmäler
| Foto |                 | Denkmal                                                          | Standort                              | Beschreibung | Metadaten |
| ---- | --------------- | ---------------------------------------------------------------- | ------------------------------------- | --- | --- |
| ja   | Datei hochladen | Kath. Pfarrkirche Kreuzerhöhung HERIS-ID: 29418 Objekt-ID: 26063 | Standort KG: Haugschlag               | Die Pfarrkirche Kreuzerhöhung im Norden von Haugschlag, eine im josephinischen Stil ausgeführte Saalkirche mit Südturm, wurde 1787 vollendet. Das dreiachsige Langhaus hat einen eingezogenen, fünfseitigen Chor, Flachbogenfenster und ein Abschlussgesims. An der Nordseite des Chors ist eine Sakristei angebaut. Der Südturm hat einen quadratischen Grundriss und wird von einem Zwiebelhelm bekrönt. | BDA-Hist.: Q20821388 Status: § 2a Stand der BDA-Liste: 2025-06-30 Name: Kath. Pfarrkirche Kreuzerhöhung GstNr.: 1 Haugschlag Parish Church |
| ja   | Datei hochladen | Pfarrhof HERIS-ID: 29419 Objekt-ID: 26064                        | Haugschlag 38 Standort KG: Haugschlag | Der Pfarrhof von Haugschlag wurde von 1785 bis 1787 erbaut. Der eingeschoßige Bau hat ein Walmdach und josephinische Fensterkörbe. | BDA-Hist.: Q37926564 Status: § 2a Stand der BDA-Liste: 2025-06-30 Name: Pfarrhof GstNr.: 3 Pfarrhof Haugschlag                             |
| ja   | Datei hochladen | Ortskapelle HERIS-ID: 29422 Objekt-ID: 26067                     | Standort KG: Türnau                   | Die 1844 errichtete Ortskapelle am Südrand von Türnau hat einen Dachreiter mit Glockenhelm über geschwungenem Giebel. Der Türsturz ist mit 1845 bezeichnet. Der Innenraum verfügt über ein Platzlgewölbe über Gurten auf Wandpfeilern. | BDA-Hist.: Q37926578 Status: § 2a Stand der BDA-Liste: 2025-06-30 Name: Ortskapelle GstNr.: 169 Ortskapelle Türnau                         |